# Лий (окръг, Джорджия)
Вижте пояснителната страница за други значения на Лий.
Окръг Лий (на английски: Lee County) е окръг в щата Джорджия, Съединени американски щати. Площта му е 938 km², а населението - 31 099 души. Административен център е град Лийсбърг.